# Іттигран (острів)
Острів Іттигран (Russian; Ескімо-Алеут: Сіклюк) - острів у Беринговому морі 24 км на північний захід від мису Чапліна, недалеко від узбережжя Чукотки.
Нині цей острів популярний серед екотуристів.  Білухи поширені у водах навколо Іттиграну та сусідніх островів Аракамчечен. 

## Географія
Іттигран розташований 3,8 км на південь від острова Аракамчечен і відокремлений від континентального берега протокою, що становить лише 1,5 км у найвужчому місці. Затока Пенкіні розташована на північному заході острова.  Іттигран має довжину  13,5 км  і максимальну ширину 5 км. Він має гористий рельєф.

## Адміністрація
Адміністративно острів Іттигран відноситься до Провіденського району Чукотського автономного округу Російської Федерації.

## Алея китових кісток
Алея китових кісток, розташована на північному березі острова Іттигран (від чукотської Etgyran, що означає «житла посередині»), складається з великої кількості ретельно складених китових черепів, китових кісток і каменів, а також значної кількості ям для зберігання м’яса.  Вважається, що Алея китових кісток використовувалася як центральна святиня кількома різними селами, розташованими вздовж східного узбережжя Чукотки.  Це місце використовувалося для ритуалів ініціації та спортивних змагань, хоча місцеві юпіки мають простіше пояснення, що острів був просто колективним центром для очищення м’яса китів, бійні та зберігання м’яса китів, ідея, яку підтримує етимологія юпікської назви для Yttygran: Sikluk, від Siklyugak, що означає «м'ясна яма» на юпік.
Це монументальне місце за масштабами Чукотки порівняно з іншими ранніми поселеннями, такими як Уелен, Еквен, Сіренікі та Ківак , і складається з кількох рядів китових черепів і щелепних кісток уздовж берегової лінії, кількох великих ям позаду них і ряду м'ясні ями, що оточують центральне святилище, і кам'яну стежку приблизно на одній третині шляху вздовж місця, що йде з півдня на північ. 
Алея простягається приблизно на 548 м вздовж північного узбережжя острова Ітигран  і лежить на головному шляху міграції китів , і вважається, що місце було обрано частково через легкість, з якою місцеве населення можна було вбити і зарізати кита, а також як місце, де люди могли збиратися і торгувати на нейтральній території напередодні ярмарків, які проводилися в період козацького освоєння краю. 
Немає доказів існування будь-якого монументального ритуального центру, подібного цьому, в будь-якій іншій частині ескімоських земель. Водночас, вздовж узбережжя Чукотки є місця, де мотиви китового черепа можна побачити в таких місцях, як Нюхсірак.
|  |  |  |